# BAFTA (премия, 1957)
10-я церемония вручения наград премии BAFTA

Лондон, Англия
Лучший фильм: 

Жервеза 

Gervaise
Лучший британский фильм: 

Достичь небес 

Reach for the Sky
< 9-я Церемонии вручения 11-я >
10-я церемония вручения наград премии BAFTA за заслуги в области кинематографа за 1956 год состоялась в Лондоне в 1957 году.
В категории «Лучший фильм» были заявлены семь картин из США («Бунтарь без причины», «Куколка», «Неприятности с Гарри», «Парни и куколки», «Пикник», «Убийство», «Человек с золотой рукой»), две из Франции («Жервеза», «Расстрига») по одной из Италии («Друзья по жизни»), Польши («Тень»), Советского Союза («Попрыгунья») и Швеции («Улыбки летней ночи»), кинолента совместного итало-американского производства («Война и мир») и ещё пять из Великобритании, также номинированные в категории «Лучший британский фильм».
Ниже приведён полный список победителей и номинантов премии с указанием имён режиссёров, актёров и сценаристов, а также оригинальных и русскоязычных названий фильмов. Названия фильмов и имена кинодеятелей, победивших в соответствующей категории, выделены жирным шрифтом и отдельным цветом.
| Фильмы                                          |                                             |                                       |                                  |
| Категория                                       | Фильм — русскоязычное название              | Фильм — оригинальное название         | Режиссёр                         |
| Лучший фильм                                    | • «Жервеза»                                 | Gervaise                              | Рене Клеман                      |
| Лучший фильм                                    | • «Белокурая грешница»                      | Blonde Sinner                         | Джей Ли Томпсон                  |
| Лучший фильм                                    | • «Битва у Ла-Плата»                        | The Battle of the River Plate         | Майкл Пауэлл, Эмерик Прессбургер |
| Лучший фильм                                    | • «Бунтарь без причины»                     | Rebel Without a Cause                 | Николас Рэй                      |
| Лучший фильм                                    | • «Война и мир»                             | War and Peace                         | Кинг Видор                       |
| Лучший фильм                                    | • «Город, похожий на Элис»                  | A Town Like Alice                     | Джек Ли                          |
| Лучший фильм                                    | • «Достичь небес»                           | Reach for the Sky                     | Льюис Гилберт                    |
| Лучший фильм                                    | • «Друзья по жизни»                         | Amici per la pelle                    | Франко Росси                     |
| Лучший фильм                                    | • «Куколка»                                 | Baby Doll                             | Элиа Казан                       |
| Лучший фильм                                    | • «Неприятности с Гарри»                    | The Trouble with Harry                | Альфред Хичкок                   |
| Лучший фильм                                    | • «Парни и куколки»                         | Guys and Dolls                        | Джозеф Л. Манкевич               |
| Лучший фильм                                    | • «Пикник»                                  | Picnic                                | Джошуа Логан                     |
| Лучший фильм                                    | • «Попрыгунья»                              |                                       | Самсон Самсонов                  |
| Лучший фильм                                    | • «Расстрига»                               | Le Défroqué                           | Лео Жоаннон                      |
| Лучший фильм                                    | • «Тень»                                    | Cień                                  | Ежи Кавалерович                  |
| Лучший фильм                                    | • «Убийство»                                | The Killing                           | Стэнли Кубрик                    |
| Лучший фильм                                    | • «Улыбки летней ночи»                      | Sommarnattens leende                  | Ингмар Бергман                   |
| Лучший фильм                                    | • «Человек, которого не было»               | The Man Who Never Was                 | Рональд Ним                      |
| Лучший фильм                                    | • «Человек с золотой рукой»                 | The Man with the Golden Arm           | Отто Премингер                   |
| Лучший британский фильм                         | • «Достичь небес»                           | Reach for the Sky                     | Льюис Гилберт                    |
| Лучший британский фильм                         | • «Белокурая грешница»                      | Blonde Sinner                         | Джей Ли Томпсон                  |
| Лучший британский фильм                         | • «Битва у Ла-Плата»                        | The Battle of the River Plate         | Майкл Пауэлл, Эмерик Прессбургер |
| Лучший британский фильм                         | • «Город, похожий на Элис»                  | A Town Like Alice                     | Джек Ли                          |
| Лучший британский фильм                         | • «Человек, которого не было»               | The Man Who Never Was                 | Рональд Ним                      |
| Лучший анимационный фильм                       | • «Джеральд Макбоинг! Боинг! на планете Му» | Gerald McBoing! Boing! on Planet Moo  | Роберт Кэннон                    |
| Лучший анимационный фильм                       | • «История кино»                            | History of the Cinema                 | Джон Хэлас                       |
| Лучший анимационный фильм                       | • «Невидимые усы Рауля Дюфи»                | The Invisible Moustache of Raoul Dufy | Аурелиус Батталья                |
| Лучший анимационный фильм                       | • «Партнер Кристофера Крампета»             | Christopher Crumpet’s Playmate        | Роберт Кэннон                    |
| Лучший анимационный фильм                       | • «Ритметика»                               | Rythmetic                             | Норман Макларен, Эвелин Ламбар   |
| Лучший анимационный фильм                       | • —                                         | Calling All Salesmen                  | —                                |
| Лучший анимационный фильм                       | • —                                         | Love and the Seppelin                 | —                                |
| Лучший документальный фильм                     | • «На улице Бауэри-стрит»                   | On the Bowery                         | Лайонел Рогозин                  |
| Лучший документальный фильм                     | • «В мире безмолвия»                        | Le monde du silence                   | Жак-Ив Кусто, Луи Маль           |
| Лучший документальный фильм                     | • «Опорный пункт на Антарктиде»             | Foothold on Antarctica                | Дерек Уильямс                    |
| Лучший документальный фильм                     | • —                                         | Generator 4                           | —                                |
| Лучший документальный фильм                     | • —                                         | Under the Same Sky                    | —                                |
| Специальная награда Special Award               | • «Красный шар»                             | The Red Balloon                       | Альбер Ламорис                   |
| Специальная награда Special Award               | • «Диснейленд»                              | Disneyland (Эпизод Man in Space)      | Уорд Кимболл                     |
| Специальная награда Special Award               | • «Дверь в стене»                           | The Door in the Wall                  | Гленн Элви                       |
| Специальная награда Special Award               | • «На двенадцатый день…»                    | On the Twelfth Day…                   | Уэнди Той                        |
| Специальная награда Special Award               | • —                                         | The Ruthless One                      | —                                |
| Специальная награда Special Award               | • —                                         | Underwater Symphony                   | —                                |
| Награда объединённых наций United Nations Award | • «Если парни всего мира...»                | Si tous les gars du monde             | Кристиан-Жак                     |
| Награда объединённых наций United Nations Award | • «Крутой маршрут»                          | The Great Locomotive Chase            | Фрэнсис Лион                     |
| Награда объединённых наций United Nations Award | • —                                         | Pacific Destiny                       | Вульф Рилла                      |
| Награда объединённых наций United Nations Award | • —                                         | To Your Health                        | —                                |
| Награда объединённых наций United Nations Award | • —                                         | Under the Same Sky                    | —                                |
| Актёрские работы                                |                                             |                                       |                                  |
| Категория                                       | Имя                                         | Фильм — русскоязычное название        | Фильм — оригинальное название    |
| Лучший британский актёр                         | • Питер Финч                                | «Город, похожий на Элис»              | A Town Like Alice                |
| Лучший британский актёр                         | • Кеннет Мор                                | «Достичь небес»                       | Reach for the Sky                |
| Лучший британский актёр                         | • Джек Хокинс                               | «Длинная рука»                        | The Long Arm                     |
| Лучший иностранный актёр                        | • Франсуа Перье                             | «Жервеза»                             | Gervaise                         |
| Лучший иностранный актёр                        | • Гуннар Бьёрнстранд                        | «Улыбки летней ночи»                  | Sommarnattens leende             |
| Лучший иностранный актёр                        | • Джеймс Дин                                | «Бунтарь без причины»                 | Rebel Without a Cause            |
| Лучший иностранный актёр                        | • Карл Молден                               | «Куколка»                             | Baby Doll                        |
| Лучший иностранный актёр                        | • Фрэнк Синатра                             | «Человек с золотой рукой»             | The Man with the Golden Arm      |
| Лучший иностранный актёр                        | • Спенсер Трейси                            | «Гора»                                | The Mountain                     |
| Лучший иностранный актёр                        | • Пьер Френе                                | «Расстрига»                           | Le Défroqué                      |
| Лучший иностранный актёр                        | • Уильям Холден                             | «Пикник»                              | Picnic                           |
| Лучшая британская актриса                       | • Вирджиния Маккенна                        | «Город, похожий на Элис»              | A Town Like Alice                |
| Лучшая британская актриса                       | • Одри Хепбёрн                              | «Война и мир»                         | War and Peace                    |
| Лучшая британская актриса                       | • Дороти Элисон                             | «Достичь небес»                       | Reach for the Sky                |
| Лучшая иностранная актриса                      | • Анна Маньяни                              | «Татуированная роза»                  | The Rose Tattoo                  |
| Лучшая иностранная актриса                      | • Кэрролл Бейкер                            | «Куколка»                             | Baby Doll                        |
| Лучшая иностранная актриса                      | • Ава Гарднер                               | «Станция Бховани»                     | Bhowani Junction                 |
| Лучшая иностранная актриса                      | • Эва Дальбек                               | «Улыбки летней ночи»                  | Sommarnattens leende             |
| Лучшая иностранная актриса                      | • Ширли Маклейн                             | «Неприятности с Гарри»                | The Trouble with Harry           |
| Лучшая иностранная актриса                      | • Ким Новак                                 | «Пикник»                              | Picnic                           |
| Лучшая иностранная актриса                      | • Мариза Паван                              | «Татуированная роза»                  | The Rose Tattoo                  |
| Лучшая иностранная актриса                      | • Джин Симмонс                              | «Парни и куколки»                     | Guys and Dolls                   |
| Лучшая иностранная актриса                      | • Мария Шелл                                | «Жервеза»                             | Gervaise                         |
| Лучшая иностранная актриса                      | • Сьюзен Хэйворд                            | «Я буду плакать завтра»               | I’ll Cry Tomorrow                |
| Самый многообещающий новичок                    | • Илай Уоллак                               | «Куколка»                             | Baby Doll                        |
| Самый многообещающий новичок                    | • Стивен Бойд                               | «Человек, которого не было»           | The Man Who Never Was            |
| Самый многообещающий новичок                    | • Дон Мюррей                                | «Автобусная остановка»                | Bus Stop                         |
| Самый многообещающий новичок                    | • Сьюзан Страсберг                          | «Пикник»                              | Picnic                           |
| Самый многообещающий новичок                    | • Элизабет Уилсон                           | «Образцы»                             | Patterns                         |
| Другие категории                                |                                             |                                       |                                  |
| Категория                                       | Имя                                         | Фильм — русскоязычное название        | Фильм — оригинальное название    |
| Лучший сценарий для британского фильма          | • Найджел Белчин                            | «Человек, которого не было»           | The Man Who Never Was            |
| Лучший сценарий для британского фильма          | • Мур Рэймонд, Энтони Кимминс               | «Улыбчивый»                           | Smiley                           |
| Лучший сценарий для британского фильма          | • Льюис Гилберт                             | «Достичь небес»                       | Reach for the Sky                |
| Лучший сценарий для британского фильма          | • Сидни Гиллиат, Фрэнк Лаундер              | «Незрелый человек»                    | The Green Man                    |
| Лучший сценарий для британского фильма          | • Фрэнк Харви, Джон Боултинг                | «Путь рядового»                       | Private’s Progress               |
| Лучший сценарий для британского фильма          | • Джон Кресуэлл, Джоан Генри                | «Белокурая грешница»                  | Blonde Sinner                    |
| Лучший сценарий для британского фильма          | • У. П. Липском, Ричард Мэйсон              | «Город, похожий на Элис»              | A Town Like Alice                |
| Лучший сценарий для британского фильма          | • Хьюберт Грегг, Вернон Харрис              | «Трое в лодке, не считая собаки»      | Three Men in a Boat              |
| Лучший сценарий для британского фильма          | • Майкл Пауэлл, Эмерик Прессбургер          | «Битва у Ла-Плата»                    | The Battle of the River Plate    |